# Марково (Старозагорская область)
Ма́рково (болг. Марково) — село в Болгарии. Находится в Старозагорской области, входит в общину Братя-Даскалови. Население составляет 64 человека.

## Политическая ситуация
Кмет (мэр) общины Братя-Даскалови — Ваня Тодорова Стоева (коалиция партий: Болгарская социалистическая партия (БСП), национальное движение «Симеон Второй» (НДСВ)) по результатам выборов в правление общины.